# Igor' Smol'nikov
Igor' Aleksandrovič Smol'nikov (in russo Игорь Александрович Смольников?; Kamensk-Ural'skij, 8 agosto 1988) è un ex calciatore russo, di ruolo difensore.

## Carriera

### Club
È cresciuto nelle giovanili della Lokomotiv Mosca per poi passare al Torpedo Mosca nel 2006. Nella stagione 2007-2008 trova l'esordio nella massima serie del campionato russo entrando nel finale di partita Zenit San Pietroburgo-Lokomotiv Mosca che si chiuse sul punteggio di 1-1. Il primo gol in una competizione ufficiale lo trova con la maglia del Čita, squadra militante nella serie B russa.

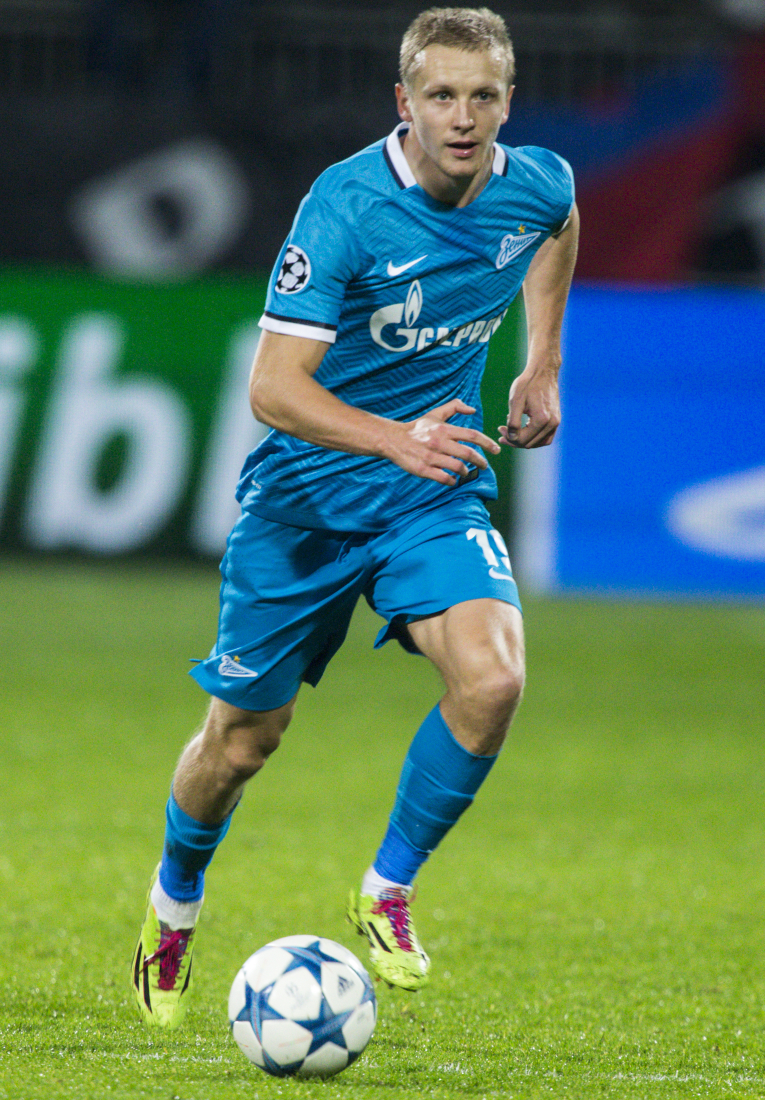
Smol'nikov con la maglia allo Zenit nel 2015.

Nella stagione 2010-2011 passa alla squadra russa del Rostov con cui trova il primo gol in Prem'er-Liga nella gara vinta in casa sul KS Samara per 1-0 grazie proprio al suo gol.
Nell'estate del 2013 passa a titolo definitivo allo Zenit San Pietroburgo con cui firma un contratto fino al 2018. La prima presenza con la nuova maglia la trova il 17 agosto 2013 nella gara vinta in casa 3-0 contro l'Anži. Il 20 agosto 2013 trova la prima presenza nella massima competizione europea, la Champions League, nella gara d'andata dei play-off vinta con il punteggio di 4-1 sul campo del Paços Ferreira, squadra portoghese. Conclude la sua prima stagione con 30 presenze regalando 5 assist.
Esordisce nella nuova stagione per la prima volta il 30 luglio 2014 nella gara d'andata degli spareggi di Champions League persa 1-0 sul campo dell'Apollōn Limassol. Il 9 agosto 2014 trova il primo gol con la nuova maglia nella gara vinta in casa per 8-1 contro il Torpedo Mosca, sua ex squadra. Il 19 febbraio 2015 trova la prima presenza in Europa League nella gara vinta 1-0 nei Paesi Bassi contro il PSV. Il 17 maggio vince il suo primo trofeo in carriera vincendo il campionato russo in virtù del pareggio per 1-1 sul campo dell'Ufa.
Nella prima partita della nuova stagione vince la Supercoppa russa battendo ai rigori il Lokomotiv Mosca dopo che i tempi supplementari e regolari si erano conclusi sull'1-1 grazie ad un suo gol all'84'.
Il 29 luglio 2020 fa ritorno al Krasnodar. L'8 giugno 2021 rescinde il proprio contratto con il club.
Il 23 luglio 2021, alla scadenza del suo contratto con il Krasnodar, firmerà un contratto annuale con l'Arsenal Tula.
Il 16 luglio 2022, firma per il Torpedo Mosca, arrivando da svincolato.
L'8 febbraio 2023, verrà ufficializzatto il suo ritorno alla Lokomotiv Mosca dopo 13 anni.

### Nazionale
Ha esordito con la nazionale russa il 19 novembre 2013 nell'amichevole Russia-Corea del Sud (2-1).
Viene convocato per gli Europei 2016 in Francia.

## Statistiche

### Cronologia presenze e reti in nazionale
| Cronologia completa delle presenze e delle reti in nazionale ― Russia | Cronologia completa delle presenze e delle reti in nazionale ― Russia | Cronologia completa delle presenze e delle reti in nazionale ― Russia | Cronologia completa delle presenze e delle reti in nazionale ― Russia | Cronologia completa delle presenze e delle reti in nazionale ― Russia | Cronologia completa delle presenze e delle reti in nazionale ― Russia | Cronologia completa delle presenze e delle reti in nazionale ― Russia | Cronologia completa delle presenze e delle reti in nazionale ― Russia |
| Data                                                                  | Città                                                                 | In casa                                                               | Risultato                                                             | Ospiti                                                                | Competizione                                                          | Reti                                                                  | Note                                                                  |
| --------------------------------------------------------------------- | --------------------------------------------------------------------- | --------------------------------------------------------------------- | --------------------------------------------------------------------- | --------------------------------------------------------------------- | --------------------------------------------------------------------- | --------------------------------------------------------------------- | --------------------------------------------------------------------- |
| 19-11-2013                                                            | Dubai                                                                 | Russia                                                                | 2 – 1                                                                 | Corea del Sud                                                         | Amichevole                                                            | -                                                                     | 74’                                                                   |
| 3-9-2014                                                              | Chimki                                                                | Russia                                                                | 4 – 0                                                                 | Azerbaigian                                                           | Amichevole                                                            | -                                                                     |                                                                       |
| 8-9-2014                                                              | Chimki                                                                | Russia                                                                | 4 – 0                                                                 | Liechtenstein                                                         | Qual. Euro 2016                                                       | -                                                                     |                                                                       |
| 9-10-2014                                                             | Solna                                                                 | Svezia                                                                | 1 – 1                                                                 | Russia                                                                | Qual. Euro 2016                                                       | -                                                                     | 13’                                                                   |
| 27-3-2015                                                             | Podgorica                                                             | Montenegro                                                            | 0 – 3 tav                                                             | Russia                                                                | Qual. Euro 2016                                                       | -                                                                     |                                                                       |
| 7-6-2015                                                              | Chimki                                                                | Russia                                                                | 4 – 2                                                                 | Bielorussia                                                           | Amichevole                                                            | -                                                                     | 50’                                                                   |
| 14-6-2015                                                             | Mosca                                                                 | Russia                                                                | 0 – 1                                                                 | Austria                                                               | Qual. Euro 2016                                                       | -                                                                     |                                                                       |
| 5-9-2015                                                              | Mosca                                                                 | Russia                                                                | 1 – 0                                                                 | Svezia                                                                | Qual. Euro 2016                                                       | -                                                                     |                                                                       |
| 8-9-2015                                                              | Vaduz                                                                 | Liechtenstein                                                         | 0 – 7                                                                 | Russia                                                                | Qual. Euro 2016                                                       | -                                                                     |                                                                       |
| 9-10-2015                                                             | Chișinău                                                              | Moldavia                                                              | 1 – 2                                                                 | Russia                                                                | Qual. Euro 2016                                                       | -                                                                     | 27’                                                                   |
| 26-3-2016                                                             | Mosca                                                                 | Russia                                                                | 3 – 0                                                                 | Lituania                                                              | Amichevole                                                            | -                                                                     |                                                                       |
| 29-3-2016                                                             | Saint-Denis                                                           | Francia                                                               | 4 – 2                                                                 | Russia                                                                | Amichevole                                                            | -                                                                     | 69’                                                                   |
| 1-6-2016                                                              | Innsbruck                                                             | Rep. Ceca                                                             | 2 – 1                                                                 | Russia                                                                | Amichevole                                                            | -                                                                     |                                                                       |
| 5-6-2016                                                              | Monaco                                                                | Serbia                                                                | 1 – 1                                                                 | Russia                                                                | Amichevole                                                            | -                                                                     | 62’                                                                   |
| 11-6-2016                                                             | Marsiglia                                                             | Inghilterra                                                           | 1 – 1                                                                 | Russia                                                                | Euro 2016 - 1º turno                                                  | -                                                                     |                                                                       |
| 15-6-2016                                                             | Villeneuve-d'Ascq                                                     | Russia                                                                | 1 – 2                                                                 | Slovacchia                                                            | Euro 2016 - 1º turno                                                  | -                                                                     |                                                                       |
| 20-6-2016                                                             | Tolosa                                                                | Russia                                                                | 0 – 3                                                                 | Galles                                                                | Euro 2016 - 1º turno                                                  | -                                                                     |                                                                       |
| 9-10-2016                                                             | Krasnodar                                                             | Russia                                                                | 3 – 4                                                                 | Costa Rica                                                            | Amichevole                                                            | -                                                                     | 85’                                                                   |
| 5-6-2017                                                              | Budapest                                                              | Ungheria                                                              | 0 – 3                                                                 | Russia                                                                | Amichevole                                                            | -                                                                     | 76’                                                                   |
| 9-6-2017                                                              | Mosca                                                                 | Russia                                                                | 1 – 1                                                                 | Cile                                                                  | Amichevole                                                            | -                                                                     | 66’                                                                   |
| 24-6-2017                                                             | Kazan'                                                                | Russia                                                                | 1 – 2                                                                 | Messico                                                               | Conf. Cup 2017 - 1º turno                                             | -                                                                     | 70’                                                                   |
| 11-11-2017                                                            | Mosca                                                                 | Russia                                                                | 0 – 1                                                                 | Argentina                                                             | Amichevole                                                            | -                                                                     | 46’                                                                   |
| 14-11-2017                                                            | San Pietroburgo                                                       | Russia                                                                | 3 – 3                                                                 | Spagna                                                                | Amichevole                                                            | -                                                                     | 87’                                                                   |
| 23-3-2018                                                             | Mosca                                                                 | Russia                                                                | 0 – 3                                                                 | Brasile                                                               | Amichevole                                                            | -                                                                     | 80’                                                                   |
| 27-3-2018                                                             | San Pietroburgo                                                       | Russia                                                                | 1 – 3                                                                 | Francia                                                               | Amichevole                                                            | -                                                                     | 46’                                                                   |
| 30-5-2018                                                             | Innsbruck                                                             | Austria                                                               | 1 – 0                                                                 | Russia                                                                | Amichevole                                                            | -                                                                     | 68’                                                                   |
| 5-6-2018                                                              | Mosca                                                                 | Russia                                                                | 1 – 1                                                                 | Turchia                                                               | Amichevole                                                            | -                                                                     | 77’                                                                   |
| 25-6-2018                                                             | Samara                                                                | Uruguay                                                               | 3 – 0                                                                 | Russia                                                                | Mondiali 2018 - 1º turno                                              | -                                                                     | 27’, 36’                                                              |
| 10-9-2018                                                             | Rostov sul Don                                                        | Russia                                                                | 5 – 1                                                                 | Rep. Ceca                                                             | Amichevole                                                            | -                                                                     | 64’                                                                   |
| 14-10-2020                                                            | Mosca                                                                 | Russia                                                                | 0 – 0                                                                 | Ungheria                                                              | UEFA Nations League 2020-2021 - 1º turno                              | -                                                                     |                                                                       |
| Totale                                                                |                                                                       | Presenze                                                              | 30                                                                    |                                                                       | Reti                                                                  | 0                                                                     |                                                                       |

## Palmarès

### Club

#### Competizioni nazionali
- Campionato russo: 3

Zenit San Pietroburgo: 2014-2015, 2018-2019, 2019-2020
- Supercoppa di Russia: 3

Zenit San Pietroburgo: 2015, 2016, 2020
- Coppa di Russia: 2

Zenit San Pietroburgo: 2015-2016, 2019-2020